# Teyba Erkesso
Teyba Erkesso Wako (née le 30 octobre 1982 à Arsi) est une athlète éthiopienne, spécialiste des courses de fond.

## Biographie
Elle remporte quatre titres de champion du monde de cross-country par équipes, en 2002, 2004 et 2006. Elle se classe par ailleurs troisième de l'épreuve individuelle courte lors de l'édition 2004.
Sur route, elle obtient la médaille d'or par équipes lors des Championnats du monde de semi-marathon 2004, à New Delhi, ainsi que la médaille de bronze en 2001.
En 2010, Teyba Erkesso remporte le Marathon de Boston en 2 h 26 min 11 s, devant Tatyana Pushkareva et Salina Kosgei.
Ses records personnels sont de 1 h 7 min 41 s sur semi-marathon et 2 h 23 min 53 s sur marathon (2010).

### Palmarès
| Date | Compétition                               | Lieu      | Résultat | Épreuve                   | Performance     |
| ---- | ----------------------------------------- | --------- | -------- | ------------------------- | --------------- |
| 2001 | Championnats du monde de semi-marathon    | Bristol   | 20e      | Individuel                |                 |
| 2001 | Championnats du monde de semi-marathon    | Bristol   | 3e       | Par équipes               |                 |
| 2002 | Championnats du monde de cross-country    | Dublin    | 10e      | Course longue             |                 |
| 2002 | Championnats du monde de cross-country    | Dublin    | 1re      | Course longue par équipes |                 |
| 2003 | Championnats du monde de semi-marathon    | Vilamoura | 21e      | Individuel                |                 |
| 2003 | Championnats du monde de semi-marathon    | Vilamoura | 4e       | Par équipes               |                 |
| 2004 | Championnats du monde de cross-country    | Bruxelles | 5e       | Course longue             |                 |
| 2004 | Championnats du monde de cross-country    | Bruxelles | 1re      | Course longue par équipes |                 |
| 2004 | Championnats du monde de cross-country    | Bruxelles | 3e       | Course courte             |                 |
| 2004 | Championnats du monde de cross-country    | Bruxelles | 1re      | Course courte par équipes |                 |
| 2004 | Championnats du monde de semi-marathon    | New Delhi | 15e      | Individuel                |                 |
| 2004 | Championnats du monde de semi-marathon    | New Delhi | 1re      | Par équipes               |                 |
| 2006 | Championnats du monde de cross-country    | Fukuoka   | 12e      | Course courte             |                 |
| 2006 | Championnats du monde de cross-country    | Fukuoka   | 1re      | Course courte par équipes |                 |
| 2006 | Championnats du monde de course sur route | Debrecen  | 10e      | 20 km                     |                 |
| 2006 | Championnats du monde de course sur route | Debrecen  | 2e       | Par équipes               |                 |
| 2007 | Jeux africains                            | Alger     | 5e       | 10 000 m                  |                 |
| 2010 | Marathon de Boston                        | Boston    | 1re      | Marathon                  | 2 h 26 min 11 s |

### Records
| Épreuve       | Performance     | Lieu           | Date            |
| ------------- | --------------- | -------------- | --------------- |
| Semi-marathon | 1 h 7 min 41 s  | Ras el Khaïmah | 19 février 2010 |
| Marathon      | 2 h 23 min 53 s | Houston        | 17 janvier 2010 |